# Фатланд, Эрика
Эрика Фатланд (норв. Erika Fatland, род. 27 августа 1983, Хёугесунн, Ругаланн) — норвежский антрополог и писательница, автор несколько книг, получивших признание критиков, в том числе «Советистан» и «Граница».

## Биография
Фатланд родилась в 1983 году в Хёугесунне, Норвегия. Училась в Университете Осло и Копенгагенском университете.
Фатланд наиболее известна своими путевыми заметками и написала несколько книг: её первая книга о путешествиях, Советистан, опубликованная в 2015 году, представляла собой отчёт о её путешествиях по пяти постсоветским странам Центральной Азии: Казахстану, Таджикистану, Кыргызстану, Туркменистану и Узбекистану. Она была переведена на 12 языков. Книга была отмечена Financial Times и Kirkus Reviews.
Затем последовала книга «Граница: путешествие по России через Северную Корею, Китай, Монголию, Казахстан, Азербайджан, Грузию, Украину, Беларусь, Литву, Польшу, Латвию, Эстонию, Финляндию, Норвегию и Северо-Восточный путь», отчет о её путешествиях вдоль границы с Россией, от Северной Кореи до Норвегии. Обе книги были переведены на английский язык Кари Диксон, и обе получили признание критиков в США и Великобритании. Книга была отмечена The Washington Post.
Ранее она написала две книги: «Деревня ангелов» (2011) о теракте в Беслане и «Год без лета» о событиях в Утёйа, Норвегии. Она также написала детскую книгу «Война родителей».
Она получила множество наград, в том числе премию норвежских книготорговцев за документальную литературу и Wesselprisen (2016). Она говорит на восьми языках, включая норвежский, английский, французский, русский, немецкий, итальянский и испанский. Живёт в Осло.